# Stelio Frati
Stelio Frati (Milão, 26 de junho de 1919 - Milão, 14 de maio de 2010) foi um engenheiro aeronáutico, projetista, empreendedor e acadêmico italiano.

## Formação acadêmica e primeiros trabalhos
Stelio Frati, logo na infância, demonstrava ter talento para a aviação, interessando-se por aeromodelismo. Durante 1938 a 1943, graduou-se em engenharia mecânica pela Faculdade Politécnica de Milão, que à época não tinha curso de especialização em engenharia aeronáutica, o que não impediu que Frati se especializasse nessa área. Em 1940, foi campeão nacional italiano de voo livre (aeromodelismo) [en] com um motoplanador sem radiocontrole. Seu planador conseguiu o recorde mundial (não oficial) de resistência, ao voar durante duas horas e meia continuamente. Na faculdade também projetou alguns planadores no Centro de Estudos e Experiências em Voo a Vela [it] (CVV), que havia sido fundado em 1934 por iniciativa de um grupo de estudantes aficionados por aviação.

### Segunda Guerra Mundial: projeto do motoplanador militar Aeronautica Lombarda A.R.

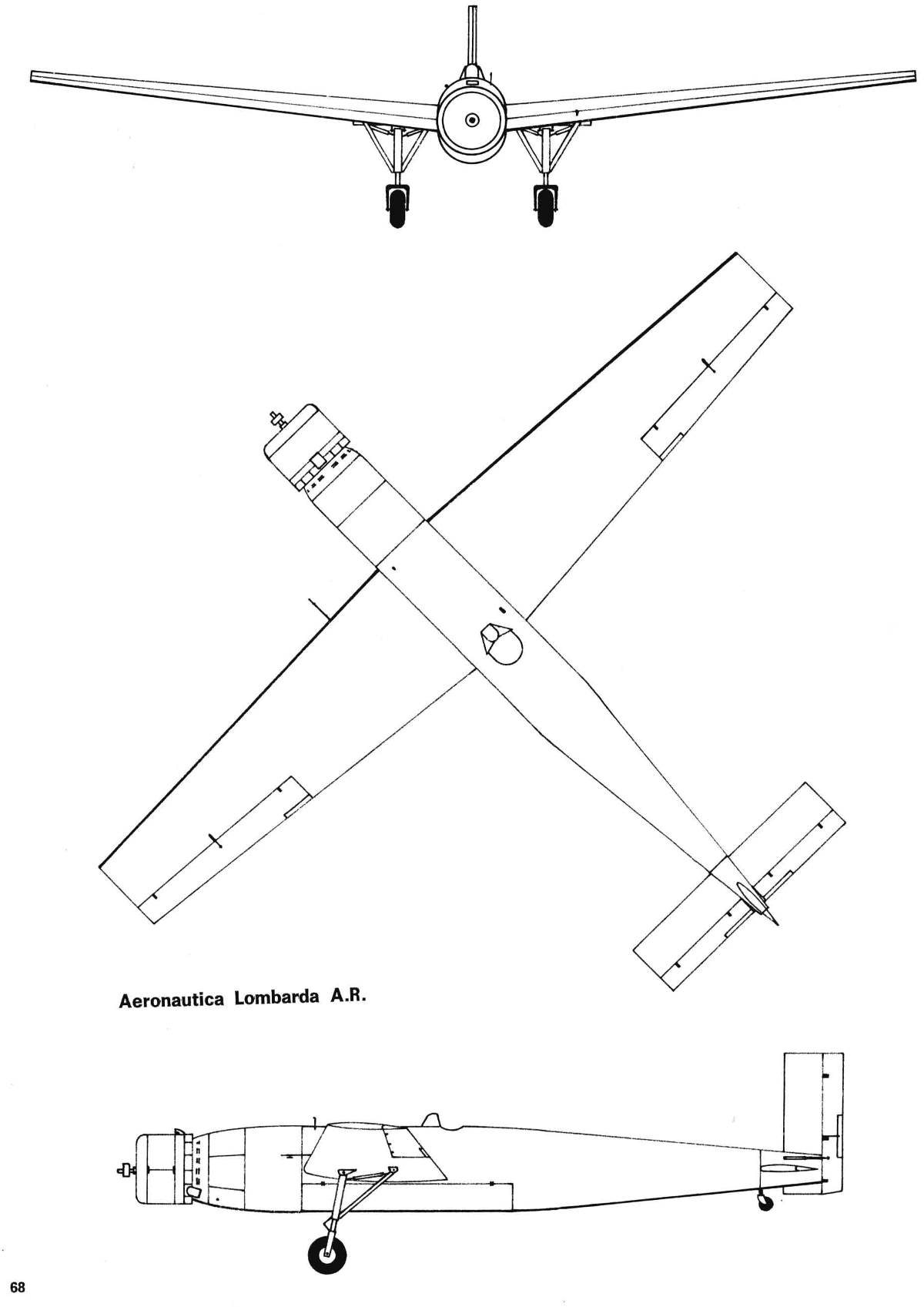
Detalhes do projeto do it

De 1941 a 1943, em plena Guerra Mundial, trabalhou, junto a outro engenheiro italiano, Ermenegildo Preti [it], no projeto e construção de um motoplanador para uso militar. A aeronave de assalto transportava uma carga explosiva e contava com um sistema de controle por radiofrequência. Denominado Aeronautica Lombarda A.R. [it], era equipado com um motor radial Fiat A.80 [it], utilizado no bimotor Fiat BR.20 Cicogna [en]. O planador era inicialmente conduzido por um piloto, que logo após a decolagem alijava o trem de pouso, que era reutilizado. Quando estava a uma altitude definida, o piloto ligava o sistema de radiocontrole, certificando-se que estava operacional, saltando em seguida de paraquedas. O planador era então controlado remotamente a partir de outro avião, para ser lançado contra o alvo. Foram construídas cinco unidades e dois voaram. No entanto, as aeronaves nunca foram usadas em ação.
O conceito original havia sido idealizado pelo engenheiro e oficial da Regia Aeronautica Italiana, Ferdinando Raffaelli [it], depois do ingresso da Itália na guerra. O objetivo era enfrentar a frota da Marinha Real Britânica. O programa recebeu na época a denominação ARP (Aircraft Radio Piloted), sendo uma adaptação do bombardeiro trimotor Savoia-Marchetti SM.79. O ARP foi usado experimentalmente em batalha em 12 de agosto de 1942, mas não obteve êxito. Durante o voo, ocorreu uma falha no sistema transmissor de sinal de radiofrequência, causando a perda de controle, e a aeronave caiu já sem combustível nas montanhas da Argélia.

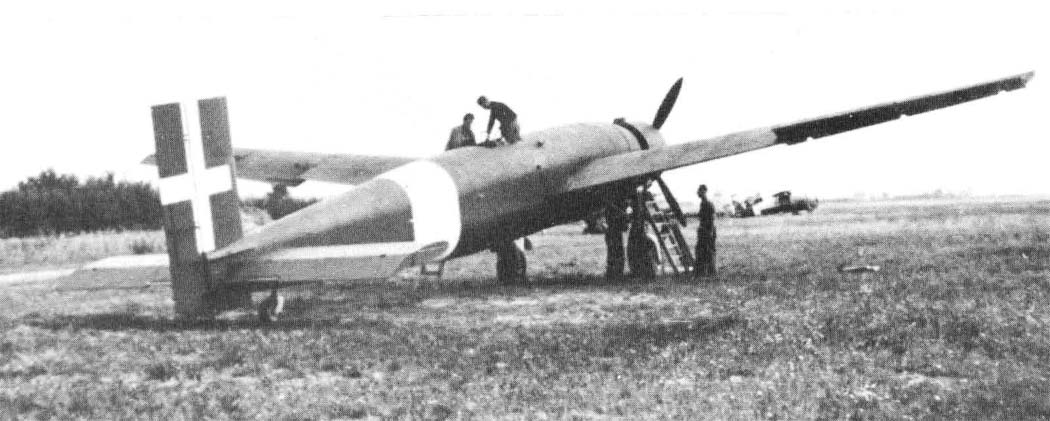
it (1943)

Apesar desse começo mal sucedido, o projeto não foi abandonado e em novembro de 1942, a Força Aérea firmou um contrato com a Aeronautica Lombarda, onde Ermenegildo Preti e Stelio Frati eram engenheiros, para o fornecimento de um protótipo e mais cinco unidades. A aeronave deveria ser monoplano, monomotor e ter um projeto simples, utilizando madeira como principal material de construção, exceto em alguns detalhes, superfícies das asas e trem de pouso. O primeiro voo foi realizado em 13 de junho de 1943, com o primeiro pré-série concluído em agosto do mesmo ano. Posteriormente, as autoridades militares da Alemanha, uma das potências que integrava o Eixo na Segunda Guerra, cancelaram o programa, e todas as aeronaves produzidas foram destruídas.

## Retorno à vida acadêmica e primeiros projetos independentes

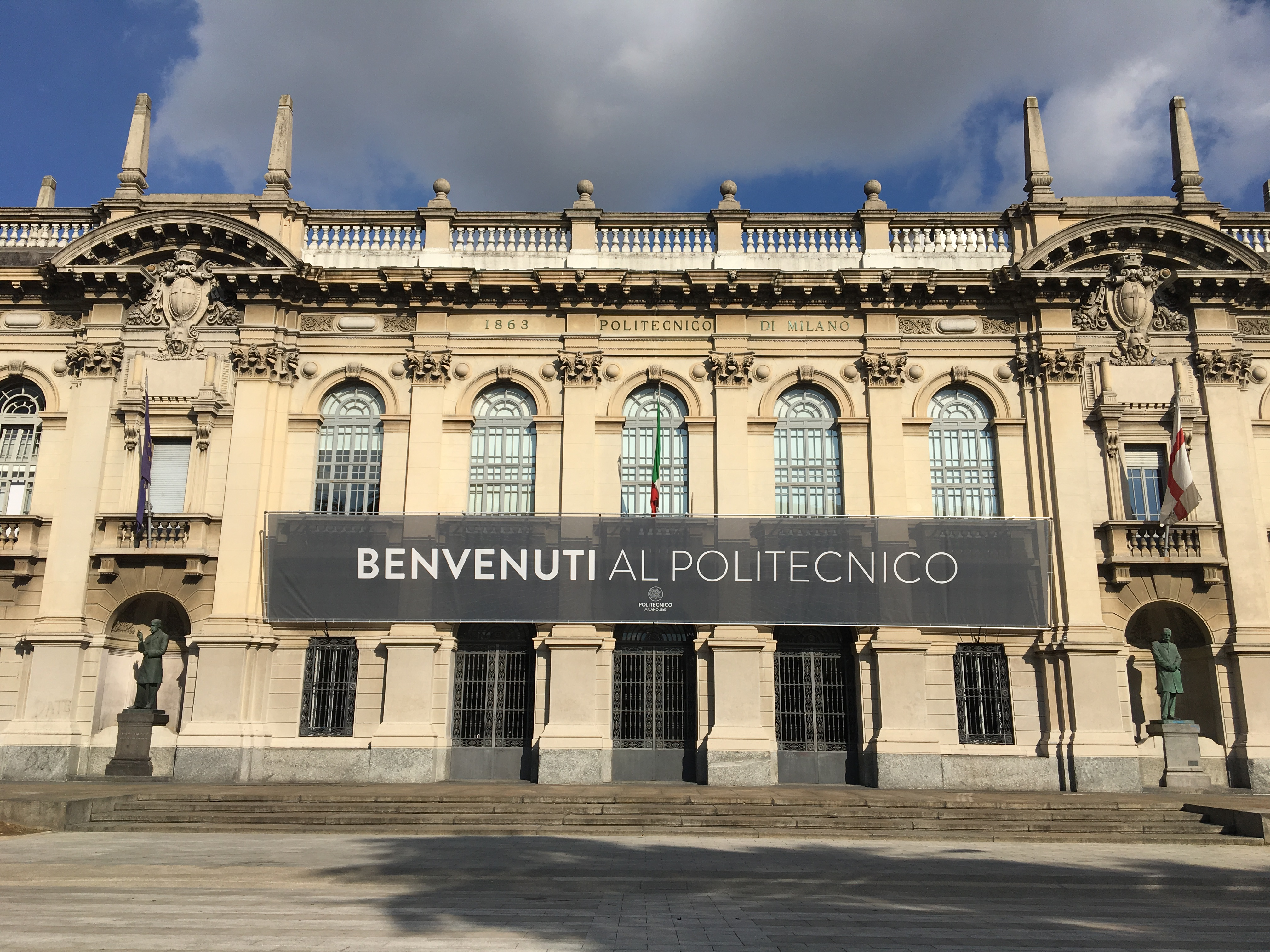
Politécnica de Milão

Com o fim da guerra, a Faculdade Politécnica de Milão criou o curso de Especialização em Aeronáutica, e convidou Frati para o cargo de professor adjunto. Ele aceitou o convite e permaneceu na faculdade lecionando por dez anos, ampliando seu conhecimento em aeronáutica, o que o motivou a realizar seus empreendimentos posteriores.

### Planador BF46
Em 1946 publicou L'Aliante, um guia para o projeto de planadores e no ano seguinte iniciou o projeto do planador BF-46, com Silvio Bassi, que havia sido seu professor no curso de engenharia na Politécnica de Milão. O projeto foi concluído em 1948 e o BF-46 voou pela primeira vez em 1949, construído no Aeroclub de Busto Arsizio, em Varese. Tinha uma envergadura de 13,24 metros e alcançava velocidade máxima de 140 km/h (75,6 kn). Destinado ao treinamento dos alunos que ingressavam no curso, tinha dois lugares e era de construção simples e econômica, com estrutura de madeira recoberta com tecido. Apenas um protótipo foi construído.

### Motoplanador Ditta Movo FM.1 Passero

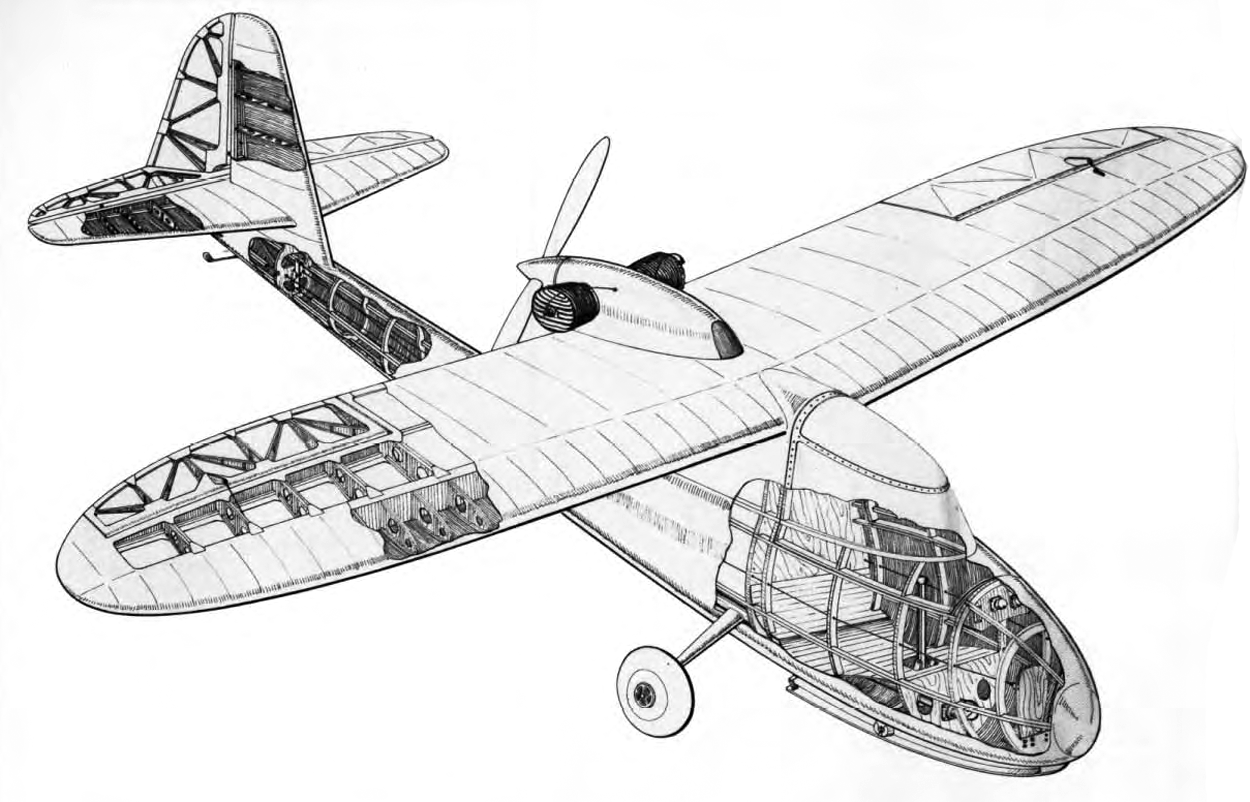
Detalhes do projeto do Ditta Movo FM.1 Passero

Nessa época, Frati já havia iniciado a carreira como projetista freelancer, passando a criar diversos modelos e vendendo seus projetos concluídos para qualquer fabricante italiano que desejasse construí-los. O primeiro projeto independente foi um motoplanador de 20 hp (14,9 kW), o Ditta Movo FM.1 Passero, que apesar de sua baixa potência, atingia uma velocidade máxima de 151 km/h (81,5 kn). Foi produzido pela Modelli Volanti (Movo), de Gustavo Clerici, que Frati conhecia desde a adolescência e que o apoiou financeiramente. Em fevereiro de 1947 a construção do FM.1 foi concluída e, em abril, foi apresentado em uma exposição em Milão, juntamente com o Aermacchi MB.308 [it] e outros modelos.

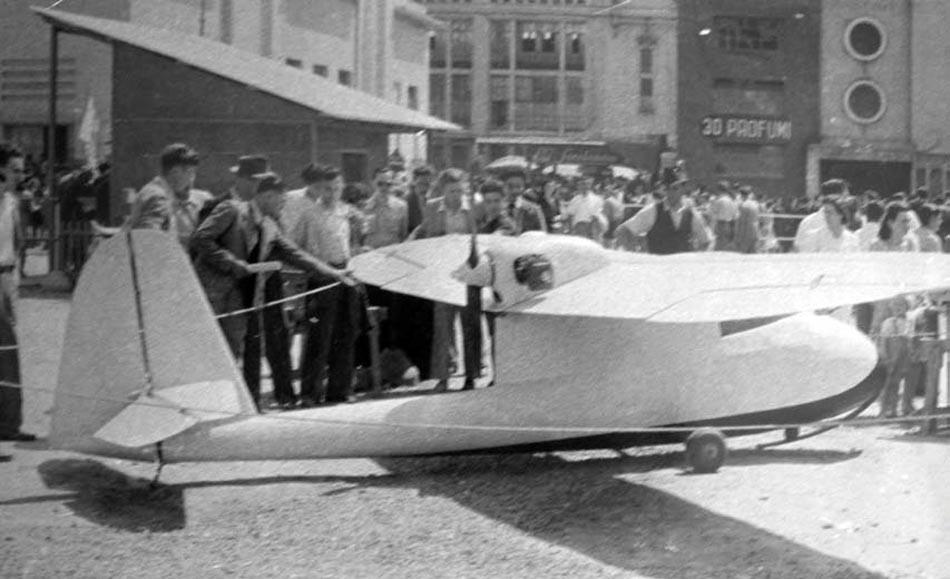
Ditta Movo FM.1 Passero na exposição de Milão, abril de 1947

O FM.1 Passero era uma aeronave de asa alta cantilever, de assento único com uma fuselagem totalmente metálica. Era equipado com um motor de dois pistões opostos Macchi MB.2 de 20 hp (14,9 kW), que acionava uma hélice posicionada atrás da asa. O projeto, construção e apresentação do protótipo foram realizados contrariando as imposições legais na época. Uma das sanções impostas pelas forças aliadas depois da guerra era a proibição de desenvolvimento e construção de aeronaves na Itália.
Após os testes estáticos realizados no CVV da Politécnica de Milão em outubro de 1947, o FM.1 foi entregue no aeródromo de Venegono Superiore, para os voos de teste. Durante os testes, a aeronave apresentou um desempenho insatisfatório, apesar da velocidade de cerca de 151 km/h. As asas curtas projetadas por Frati para aumentar a velocidade não eram adequadas para planar, e a distância de decolagem precisava ser bastante longa. O modelo não conseguiu a certificação, e Frati depois projetou uma aeronave mais versátil. Ampliou o cockpit com um segundo assento e substituiu o motor Macchi por dois motores SAI Ambrosini [it] P.25 de 40 hp (29,8 kW). Tinha uma envergadura de 9 metros e atingia velocidade máxima de 165 km/h (89,1 kn). O protótipo desta variante, designado FM.2 Bipassero, foi construído no início de 1948, mas também não foi desenvolvido.

## Outros projetos

### Década de 1950

#### Ambrosini F.4 Rondone

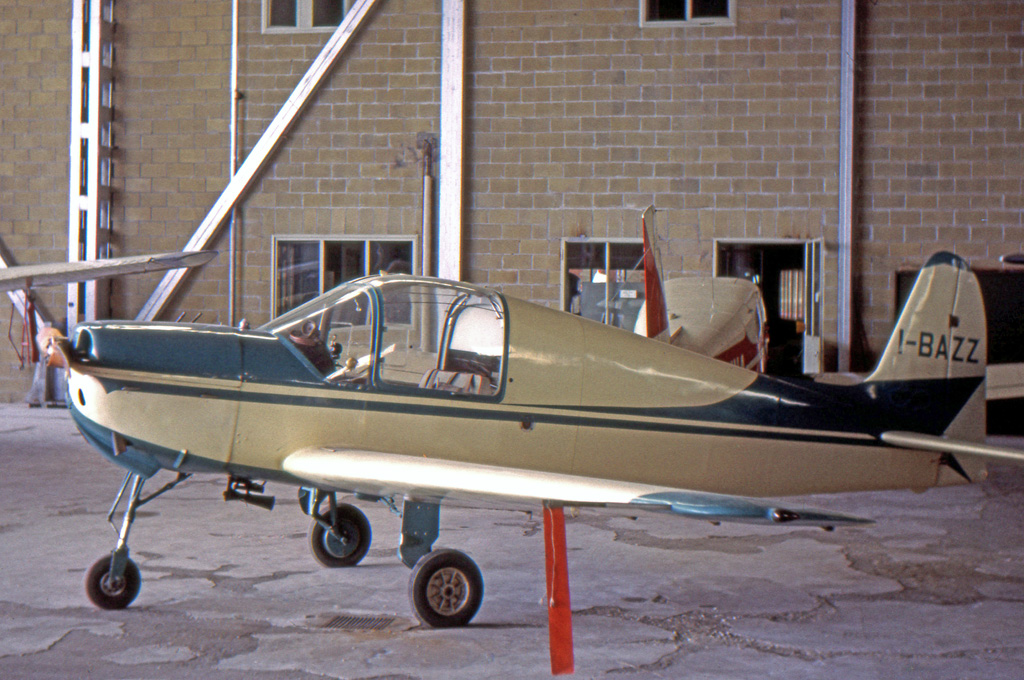
en reg I-BASS; cn 021, ano 1954, no Aeroporto de Milão-Linate

O primeiro monoplano de asa baixa projetado por Frati foi o Ambrosini Rondone [en], de 1951, destinado a treinamento e esportes. O protótipo foi construído no CVV da Faculdade Politécnica de Milão com a denominação de F.4 Rondone, tinha dois assentos lado a lado e estrutura de madeira. Era equipado com motor Walter Mikron de 65 hp (48,5 kW), enquanto as unidades de série, produzidas pela Aeronautica Lombarda e SAI Ambrosini [en], eram equipadas com motor Continental C90 de 85 hp (63,4 kW). Com trem de pouso triciclo e retrátil e envergadura de 28,25 ft (8,61 m), sua velocidade de cruzeiro era de 140 mph (225 km/h) e alcance de 435 mi (700 km). Foram produzidas cerca de vinte unidades. O modelo conquistou vários recordes internacionais na época, incluindo o de velocidade, atingindo 169 mph (272 km/h) em um percurso de 100 km, estabelecido pelo piloto Inginio Guagnellin, o que tornou Frati mais respeitado no meio aeronáutico.

#### Caproni F.5 Trento

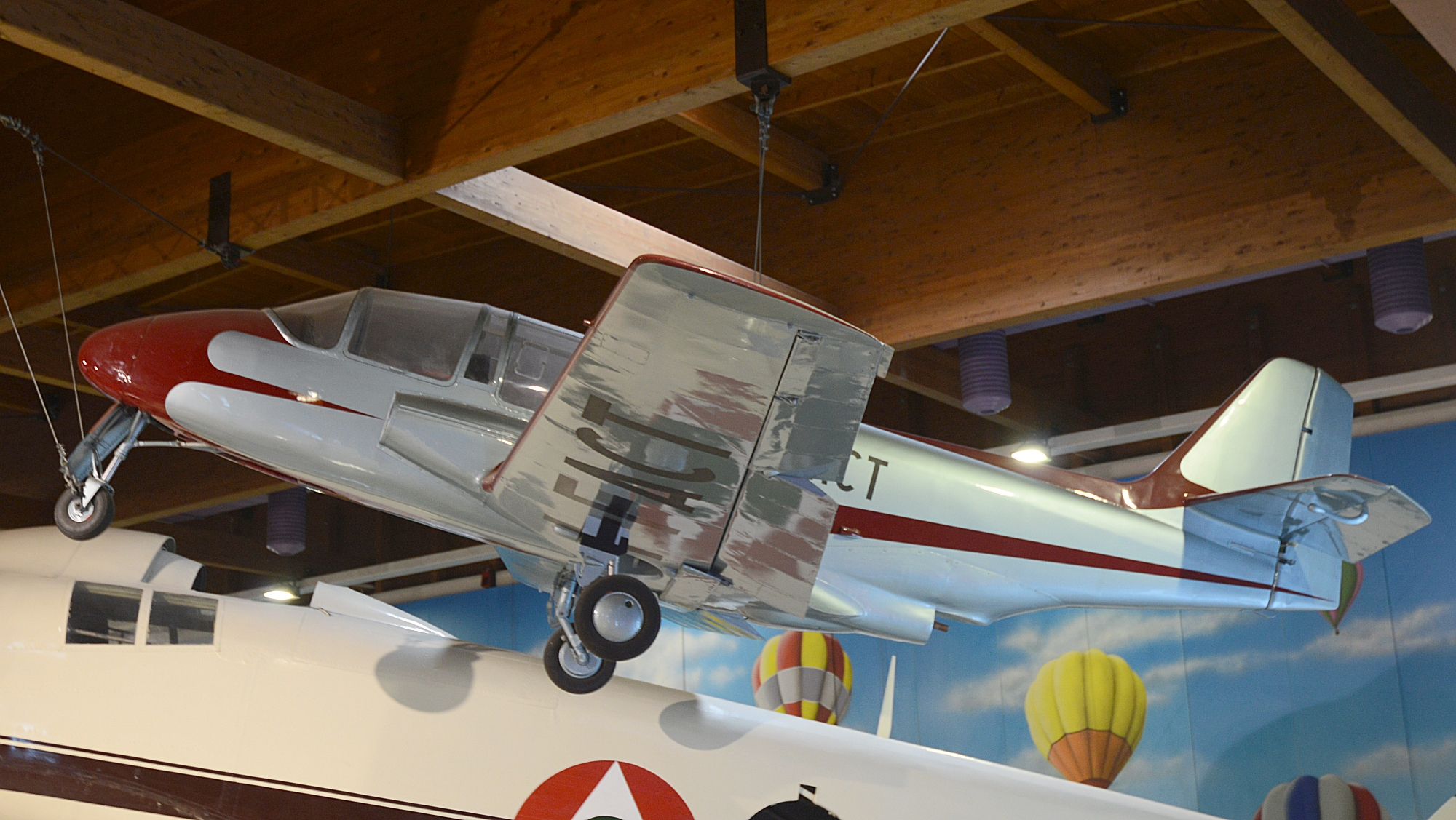
en Produzido em 1952, único protótipo, exposto no en

O projeto seguinte de Frati, o F.5 Trento [en], com dois assentos em tandem (aviação) [en], de asa baixa, também utilizava madeira na construção. A estrutura de madeira em um avião a jato já havia sido utilizada anteriormente no caça britânico DH.100 Vampire pela de Havilland Aircraft Company. O Trento F.5 foi fabricado pela italiana Caproni em 1952. Doze anos antes, ela havia construído o primeiro avião italiano com propulsão a termojato, o Caproni Campini N.1. Com comprimento de 22 ft (6,71 m), envergadura de 25,75 ft (7,85 m) e peso de 1 650 lb (748 kg), a razão de subida era de 1 300 ft/min (6,6 m/s). Era impulsionado por um motor a jato de fabricação francesa, um Turbomeca Palas [en], que produzia um empuxo máximo de 330 lbf (1 470 N), levando a aeronave a uma velocidade máxima 242 mph (389 km/h).
O primeiro voo ocorreu em 20 de maio de 1952, decolando do Aeroporto de Milão-Linate. Apesar do interesse demonstrado por um treinador a jato e do ótimo desempenho em voo confirmado nos testes, a produção em série exigiria a transição para estrutura metálica, com investimentos que a empresa não conseguiria sustentar. O protótipo foi então adquirido pela Força Aérea e incorporado ao Departamento de Voo Experimental para mais testes com o registro I-FACT, tendo sido danificado em um pouso. O reparo foi feito, convertendo a estrutura para alumínio. Retomou à atividade, participando do Giro Aéreo Internacional da Sicília [it] em meados de 1954, mas depois o programa foi cancelado. Em 1960, o Trento F.5 foi transferido para Turim, onde estava sendo criado um Museu Aeroespacial. Permaneceu no acervo até 1990, quando foi vendido ao Museu Aeroespacial Gianni Caproni [en], em Milão, e restaurado no ano seguinte.

#### Pasotti F.6 Airone

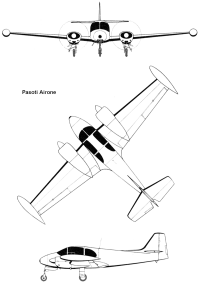
Detalhes do projeto do en

Em 1954, Stelio Frati projetou o Pasotti F.6 Airone [en] para a Pasotti, sediada na Bréscia. Era um bimotor de asa baixa cantilever de quatro lugares, equipado originalmente com dois motores Continental C90 de quatro cilindros e 90 hp (67,1 kW) cada, com hélices de passo fixo de duas pás. No mesmo ano, começaram os testes do protótipo. Em 1956, o projeto foi modificado para utilização de motores Walter Minor [en] de quatro cilindros, com potência de 105 hp (78,3 kW) cada, equipados com hélices de passo variável. Havia também versões com motores Lycoming O-290 [en] de 140 hp (104 kW), também com hélices de passo variável. O trem de pouso era triciclo e retrátil, a envergadura de 10,6 m (34,8 ft) e o comprimento de 7,25 m (23,8 ft). Utilizando motores Lycoming O-290, a velocidade de cruzeiro era de 265 km/h (165 mph), com velocidade máxima de 310 km/h (193 mph). A autonomia era de 1 150 km (715 mi), razão de subida de 244 m/min (13,4 ft/s) e teto operacional de 4 877 m (16 000 ft). O Pasotti F.6 Airone nunca chegou a ser produzido em série, sendo produzidos apenas protótipos.

#### Ambrosini F.7 Rondone II

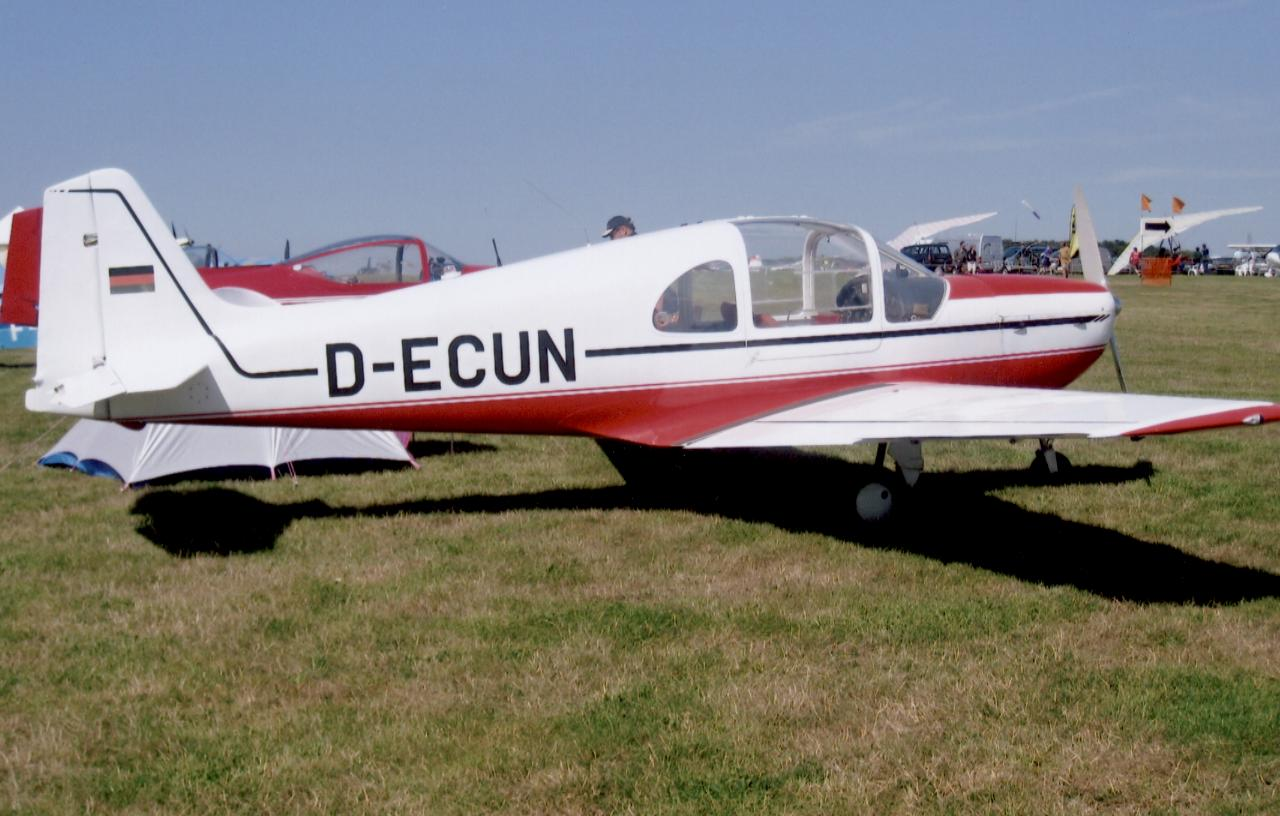
F.7 Rondone II

O Ambrosini F.7 Rondone II [en], uma aeronave utilitária leve, monoplano monomotor, foi desenvolvida por Frati como uma versão de três lugares do F.4 Rondone. A nova aeronave recebeu um motor Continental C90 de 90 hp (67,1 kW) e o primeiro protótipo voou pela primeira vez em 10 de fevereiro de 1954. Uma pequena série de nove aviões foi produzida sob licença pela Legnami Pasotti. Além da Itália, os F.7 Rondone II também foram vendidos na França e na Alemanha. Algumas versões foram equipadas com um motor de quatro cilindros Lycoming O-290 [en] de 135 hp (101 kW), atingindo a velocidade máxima de 267 km/h (166 mph) e teto operacional de 3 800 m (12 500 ft).

#### Falco F.8L

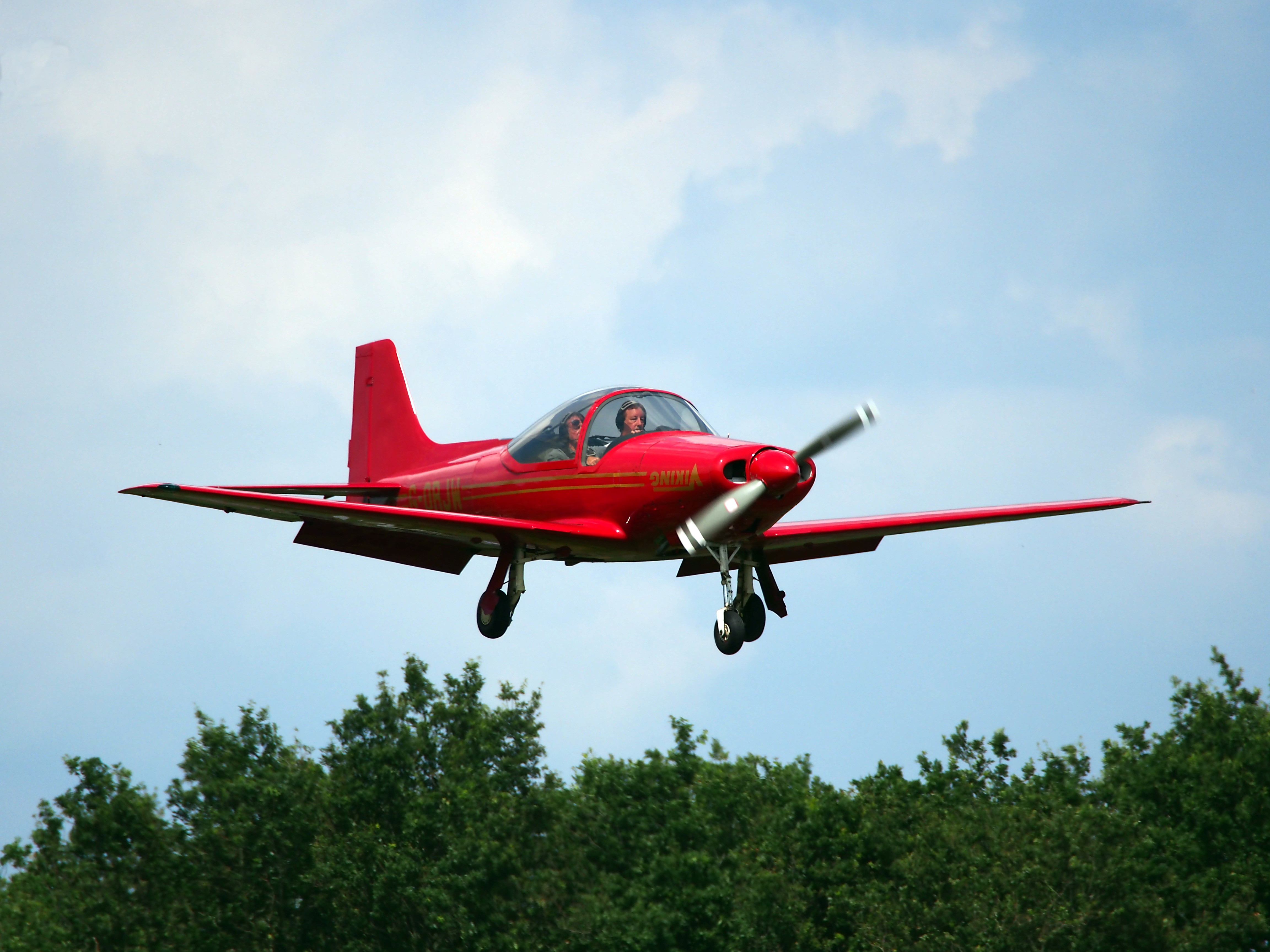
F.8L Super Falco IV, produzido pela Laverda

O Falco F.8L [it], projeto de Frati de 1955, é um monoplano monomotor esportivo de asa baixa, com dois lugares lado a lado e comandos duplos. O protótipo voou pela primeira vez em 15 de junho de 1955 no Aeroporto de Milão-Linate. A estrutura era feita principalmente de madeira, com revestimento de contraplacado e equipado com trem de pouso triciclo e retrátil. Propelido por um motor Continental C90 de 90 hp (67,1 kW), apresentou excelente desempenho nos testes, destacando-se pela sua aerodinâmica e acabamento externo, sendo considerado um dos mais bem sucedidos projetos de aviões leves e com um dos melhores comportamentos em voo. Os primeiros F.8L de série (F.8L série I), produzidos pela Aviamilano [en], foram equipados com motores Lycoming O-290 [en] de 135 hp (101 kW). Já a segunda série de aeronaves (F.8L série II) foi equipada com motores Lycoming O-320 [en] de 150 hp (112 kW). No final dos anos 50, a Aeromere [en] comprou da Avimilano os direitos para a produção dos F.8L para comercialização nos Estados Unidos, produzindo o F.8L série III America. O projeto da fuselagem foi modificado para atender aos requisitos norte-americanos. Em 1964, o grupo Laverda [en] comprou a Aeromere e continuou a montar a aeronave na variante F.8L da série IV Super Falco, com motor Lycoming O-320 de 160 hp (119 kW). Essa versão, com 8 metros de envergadura, tem uma velocidade de cruzeiro de 290 km/h (180 mph), velocidade máxima de 325 km/h (202 mph) e teto operacional de 6 000 m (19 700 ft). Foram produzidas ao todo 101 unidades. Em 1980, a empresa norte-americana Sequoia Aircraft, sediada em Richmond passou a produzir e comercializar kits para montagem do Falco F.8L, depois que as empresas italianas descontinuaram a produção. Os kits foram produzidos até 2014, quando a Sequoia encerrou as atividades.

#### Pasotti F.9 Sparviero

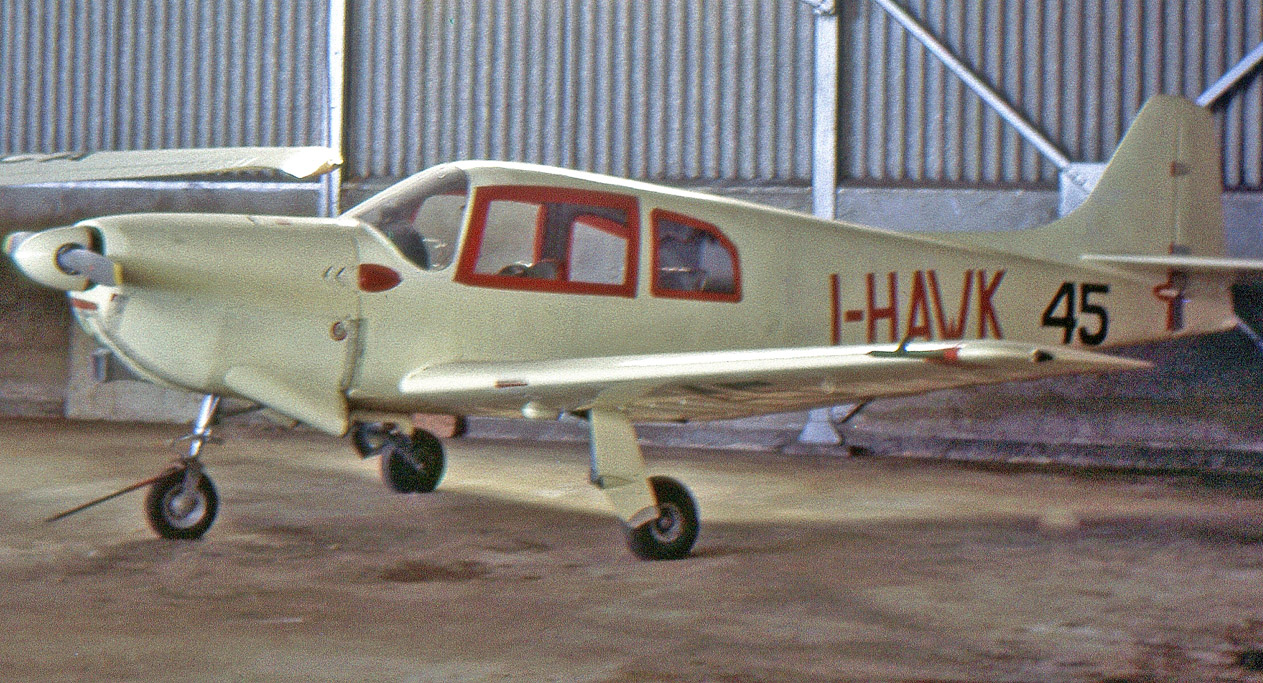
Pasotti F.9 Sparviero no Aeroporto de Milão-Linate

O Pasotti F.9 Sparviero [en] é um monomotor de quatro lugares, projetado por Frati em 1956 e construído pela Pasotti. Seu peso vazio era de 2 180 lb (989 kg) com carga útil de 1 165 lb (528 kg). Era equipado com um motor alemão Hirth [en] de oito cilindros em "V", de 240 hp (179 kW) e com trem de pouso triciclo e retrátil. Sua estrutura e dimensões eram semelhantes às do bimotor Pasotti F.6 Airone. O F.9 tinha instrumentação para voo noturno ou sem visibilidade, rádio VHF Automatic Direction Finder [en] (ADF) e ILS. O primeiro voo do protótipo (I-HAWK) ocorreu em 27 de julho de 1956. Após a conclusão bem-sucedida dos testes, foi planejado o lançamento de uma pequena série equipada com o motor americano Lycoming O-435 [en] de 260 hp (194 kW). Os planos nunca se concretizaram, a única aeronave construída foi vendida em 1958 para um comprador particular e voou até 1964. Depois disso, o F.9 foi transferido para o Museu Nacional de Ciência e Tecnologia Leonardo da Vinci [it], em Milão.

#### Aviamilano F.14 Nibbio

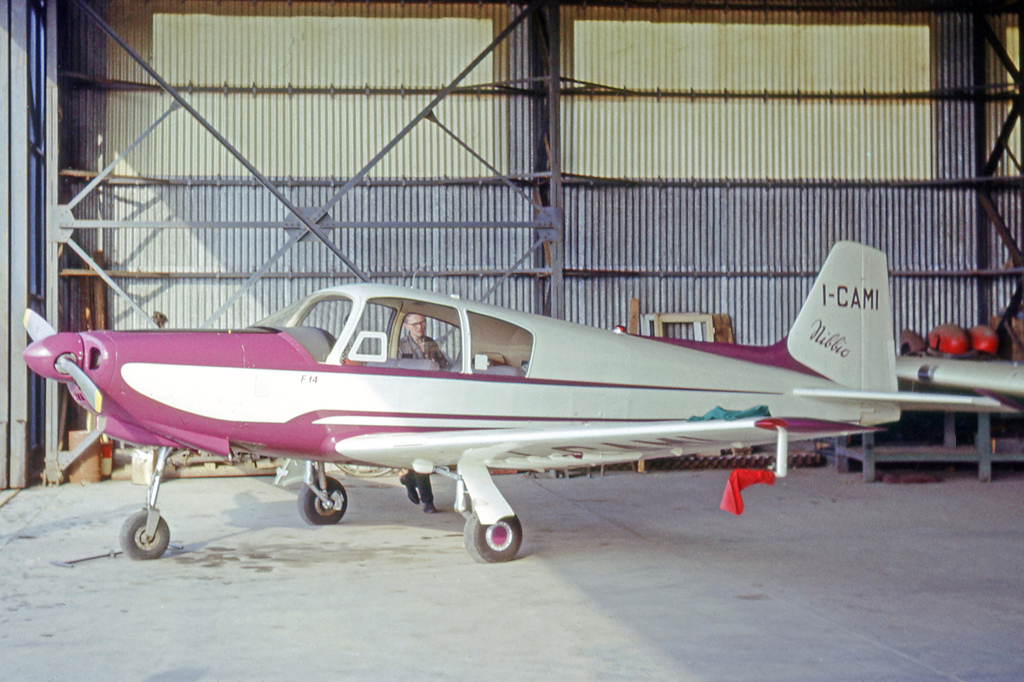
Aviamilano Nibbio no aeroporto de Varese

O Aviamilano Nibbio [en] é uma aeronave leve multifuncional de quatro lugares derivada do Falco F.8L, de asa baixa, cujo protótipo voou pela primeira vez em 16 de janeiro de 1958. É movida por um motor de quatro cilindros Lycoming O-360 de 180 hp (134 kW), equipado uma hélice de passo constante Hartzell HC-92 ZK-8D de duas pás. Depois dos testes bem-sucedidos do protótipo, uma pequena série de dez unidades foi produzida. Com envergadura de 9,5 m, comprimento de 7,25 m, altura de 2,48 m e peso máximo de decolagem de 1 150 kg, atingia velocidade máxima de 335 km/h (208 mph) e teto operacional de 5 400 m (17 700 ft).

#### Procaer F.15 Picchio

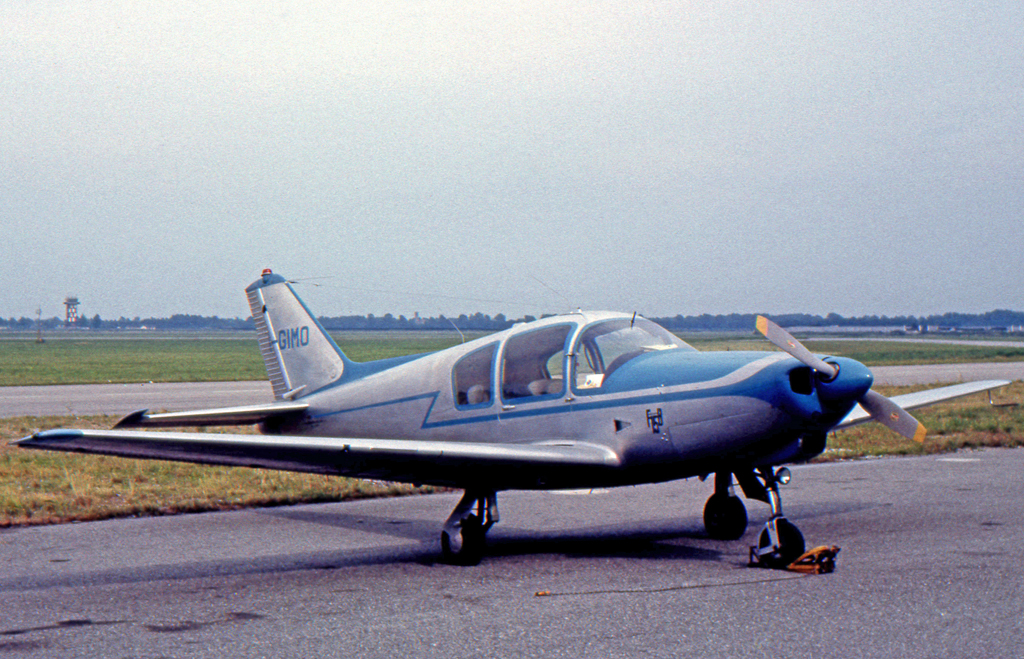
Procaer F.15B Picchio no Aeroporto de Milão-Linate

O Procaer F.15 Picchio [en] é uma aeronave de asa baixa, quatro lugares, construída principalmente de madeira, com revestimento de contraplacado e alumínio. O protótipo fez seu primeiro voo em 7 de maio de 1959 e entrou em produção de série no ano seguinte, fabricado pela italiana Procaer (Progetti i Costruzioni Aeronautiche SpA). Inicialmente foi equipado com um motor Avco Lycoming O-320 [en] de 160 hp (119 kW). Uma versão mais potente (F.15A) foi produzida ainda em 1960, equipada com um motor Lycoming O-360 de 180 hp (134 kW). Em 1962 uma versão mais potente foi certificada (F.15B), equipada com um motor Continental O-470 [en], de 260 hp (194 kW) (variante IO-470-E, com injeção de combustível). Outras versões foram projetadas, como a versão F.15E, com fuselagem totalmente metálica e motor Continental O-520 [en], de 300 hp (224 kW) (variante IO-520-F). O projeto do modelo foi comprado pela Ambrosini, que o rebatizou de Ambrosini NF 15 e continuou a desenvolvê-lo por algum tempo. No entanto, não despertou o interesse da Força Aérea Italiana e não foi produzido em série. Anos depois, a General Avia [en], juntamente com a Procaer, desenvolveram uma nova versão do F.15E (F.15F), equipada com um motor Lycoming O-360, de 200 hp (149 kW). O protótipo voou pela primeira vez em 20 de outubro de 1977.

### Década de 1960

#### SIAI-Marchetti SF.260

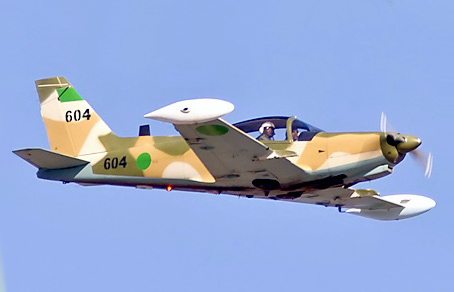
SIAI-Marchetti SF.260 operado pela Força Aérea Líbia, em 2009

No início dos anos 60, Frati projetou o SIAI-Marchetti SF.260 [en], aeronave monomotor de asa baixa, para treinamento e ataque, com três assentos. Equipada com um motor Lycoming O-540 de 250 hp (186 kW), três protótipos foram construídos pela Aviomilano. O voo inaugural foi em 15 de julho de 1964. A Aviomilano não continuou no projeto, e a produção em série foi iniciada pela SIAI-Marchetti, com motores de 260 hp (194 kW). O modelo foi produzido até 2017 pela Leonardo S.p.A..

### Década de 1970
Em 1970, Frati fundou a General Avia [en]. Contando com uma equipe de vinte pessoas, passa a produzir seus próprios protótipos. O primeiro deles foi o F.20 Pegaso. O projeto havia sido adquirido pela Italair, mas esta não conseguiu o financiamento para o projeto e foi extinta.

#### F.20 Pegaso

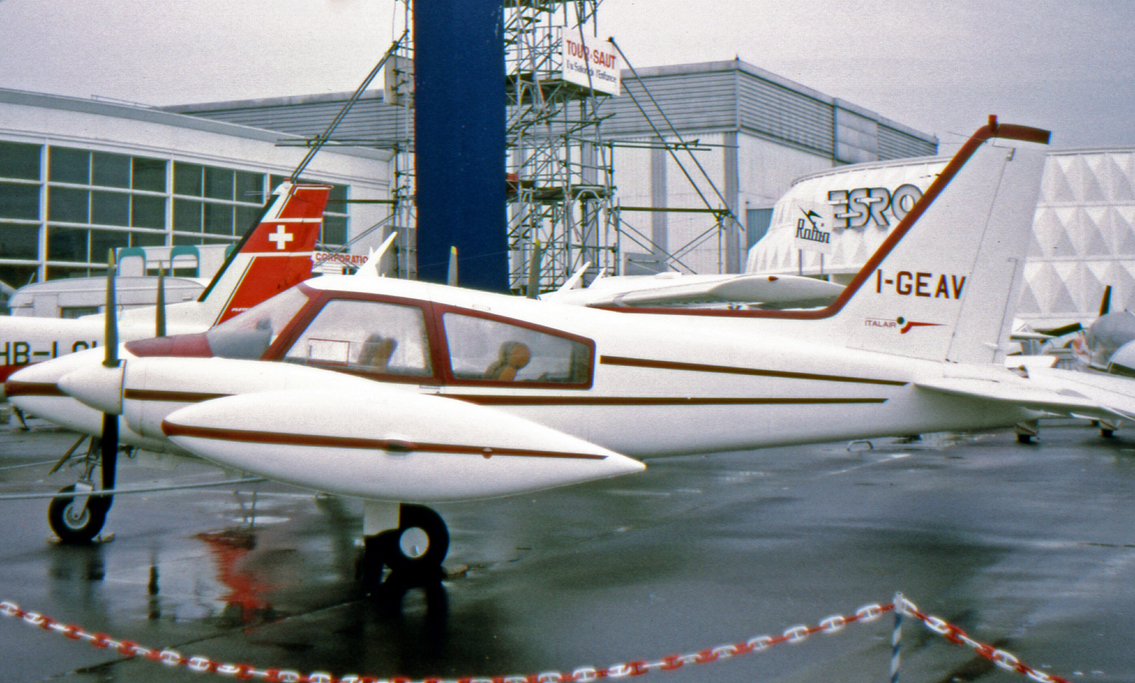
O primeiro protótipo do F.20 Pegaso, exposto no Paris Air Show em 1973

O F.20 Pegaso [en] é um bimotor utilitário leve com seis assentos, de asa baixa, que fez seu voo inaugural em 21 de outubro de 1971. Dois protótipos foram fabricados pela Italair, com sede em Milão, equipados com motores Continental O-520 [en], de 300 hp (224 kW) (variante IO-520-F), que levavam a aeronave a uma velocidade máxima de 430 km/h (232 kn). Em 1973, o primeiro protótipo foi exibido no Paris Air Show. A essa altura, as finanças da Italair haviam se esgotado e os direitos de produção da aeronave foram comprados pelo próprio Stelio Frati para sua empresa General Avia. O primeiro avião de série fez seu voo inaugural em 17 de dezembro de 1979. Frati projetou uma versão experimental de quatro lugares, equipada com dois motores Allison 250 [en], designada F.20TP Condor, que voou pela primeira vez em 7 de maio de 1983. Esta aeronave seria utilizada para treinamento, vigilância marítima e operações de busca e salvamento, mas não entrou em produção.

#### SF.600 Canguru

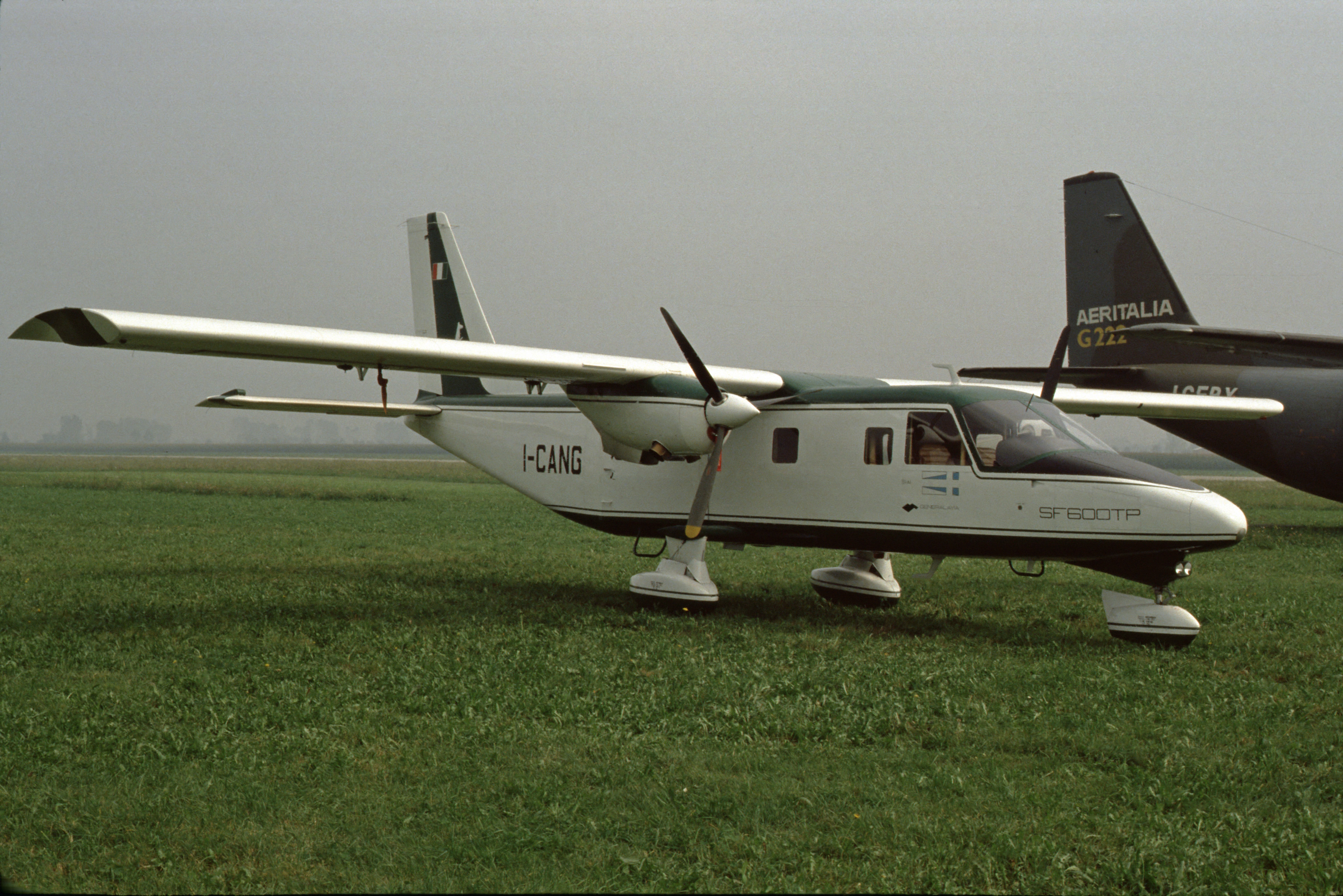
SF.600 Canguru

No fim dos anos 70, Frati projetou o SF.600 Canguru [en], modelo de asa alta, trem de pouso triciclo fixo, com dois motores a pistão Lycoming O-540 de 310 hp (231 kW). Com capacidade para nove passageiros e um piloto, alcançava velocidade máxima de 167 kn (309 km/h) e teto operacional de 3 200 m (10 500 ft), com capacidade de carga útil de 1 200 kg (2 650 lb). Posteriormente, a SIAI-Marchetti desenvolveu um modelo mais potente, com motores turboélice Allison Model 250 [en], de 420 hp (313 kW), equipado com trem de pouso retrátil. Utilizado para transporte cargas, transporte aeromédico, patrulhamento e vigilância marítima e lançamento de paraquedistas, a aeronave foi certificada pelas autoridades italianas em 1987 e nove foram inicialmente produzidas.

### Décadas de 1980–90

#### Promavia F.1300 Jet Squalus

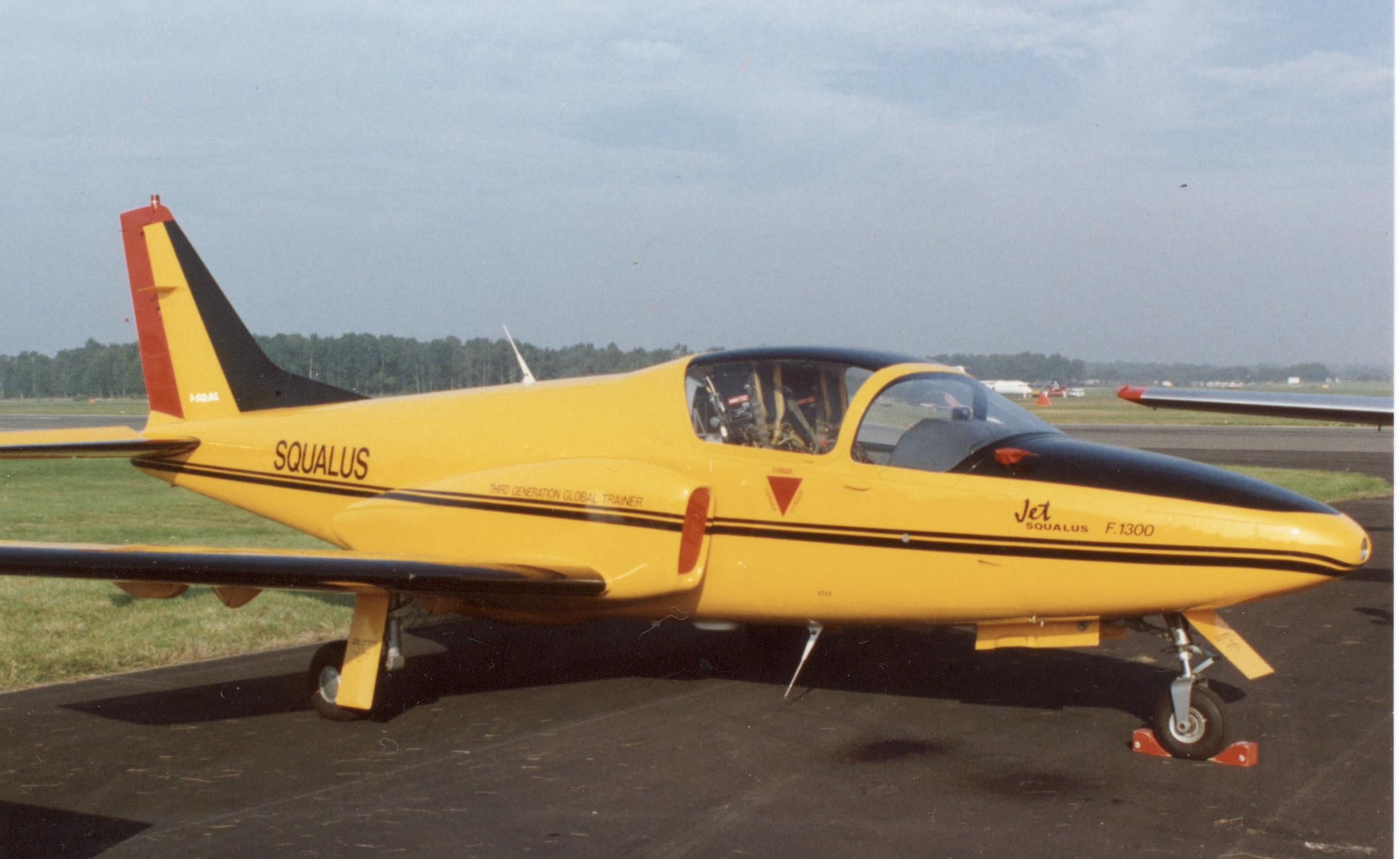
Jet Squalus exposto no Farnborough Air Show em 1988

No início dos anos 80 a Força Aérea dos EUA lançou o programa Next Generation Trainer (NGT) para um jato de treinamento quer iria substituir o Cessna T-37. Haviam também estudos de mercado que sugeriam um aumento na demanda por aeronaves de treinamento de combate. Em 1984, um grupo de industriais e investidores belgas fundaram a Aeronáutica Promavia e contratou Stelio Frati, que já havia criado a aeronave de treinamento SIAI-Marchetti SF.260, para comandar a equipe de projetistas da empresa. O protótipo do Promavia F.1300 Jet Squalus [en] foi construído em 1986 e realizou o voo inaugural em 30 de abril do ano seguinte. Com dois assentos lado a lado, era equipada com um motor turbofan Garrett F109 [en] com empuxo de 7 120 N (726 kgf), chegava à velocidade máxima de 638 km/h (344 kn). O teto operacional era de 11 200 m (36 700 ft) Em 1987 a Força Aérea dos EUA cancelou o programa NGT e lançou um novo projeto - o Joint Primary Aircraft Training System [en] (JPATS), que especificava um arranjo em tandem dos assentos da tripulação (em linha). O modelo vencedor foi o Beechcraft T-6 Texan [en]. Com o cancelamento do NGT, as perspectivas para o Jet Squalus passaram a ser vagas e os potenciais compradores também não mostraram mais interesse no projeto belga devido à presença de outros concorrentes. Face a esta evolução dos acontecimentos, os projetistas da Promavia desenvolveram um conjunto de modificações: um avião de busca e salvamento marítimo, de patrulha para a polícia/guarda de fronteira e de reconhecimento. No entanto, essas opções não atenderam ao interesse do mercado. O desenvolvimento do projeto continuou até os anos 90 e no final da década a Promavia foi extinta.

#### General Avia F.22 Pinguino

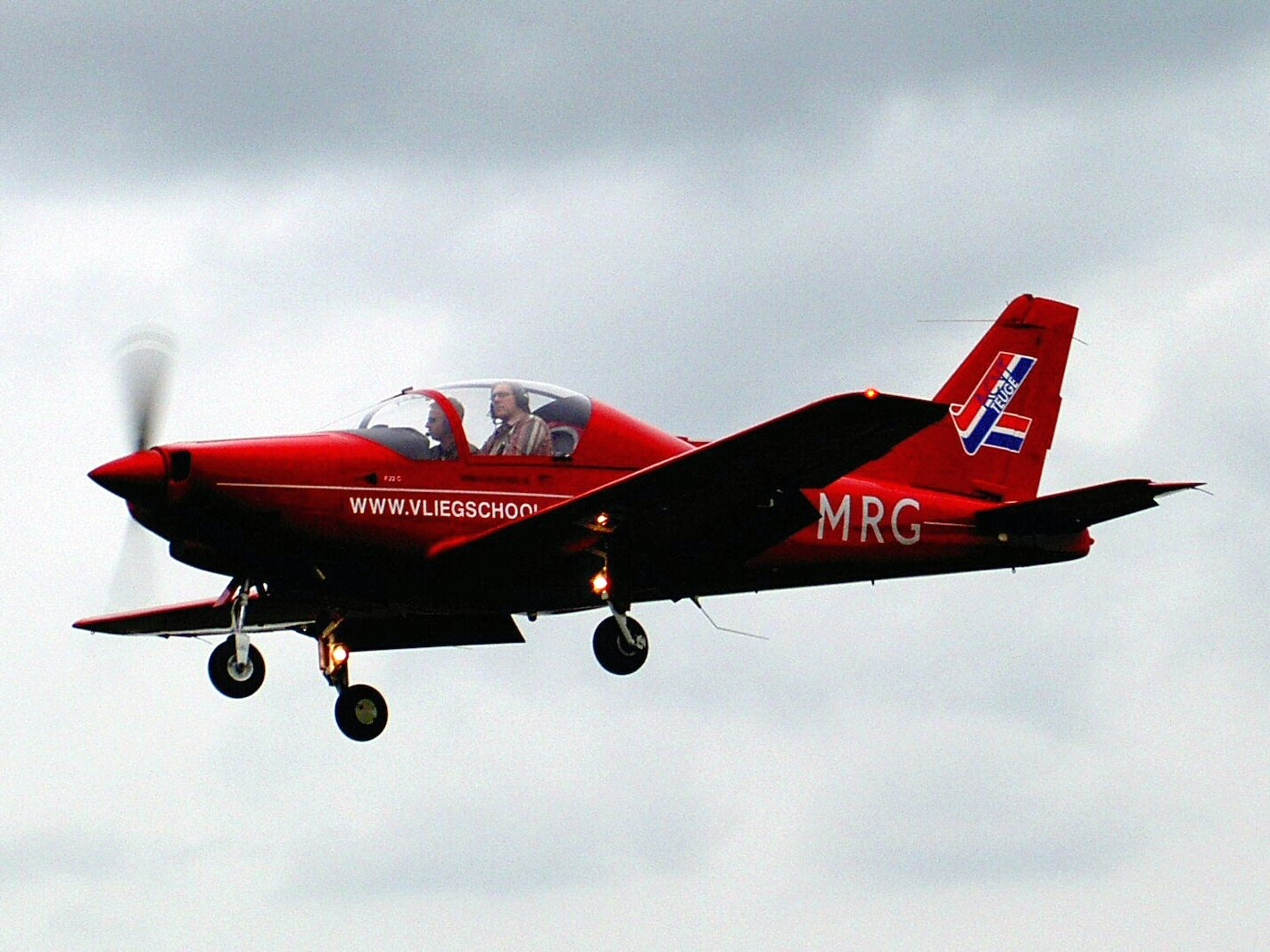
General Avia F.22, setembro de 2004

O General Avia F.22 Pinguino [en] é um avião utilitário leve fabricado pela General Avia. Frati iniciou o projeto no final dos anos 80, buscando criar uma aeronave de baixo custo, esportiva, com alta velocidade e bom alcance de voo. Graças à otimização do projeto, pode ser utilizada tambám como aeronave de treinamento. O primeiro protótipo tinha trem de pouso fixo e motor Lycoming O-235 de 116 hp (86,5 kW). Voou pela primeira vez em 13 de junho de 1989. O segundo protótipo, já equipado com trem de pouso retrátil e motor Lycoming O-320 [en] de 160 hp (119 kW), fez o voo inaugural em 16 de novembro de 1990 e chega à velocidade máxima de 380 km/h (205 kn). A produção do F.22 terminou em 1998. Além da Itália, o modelo foi vendido para os Estados Unidos, Inglaterra, Holanda, França e Nova Zelândia.

### Década de 2000

#### Golden Avio F30

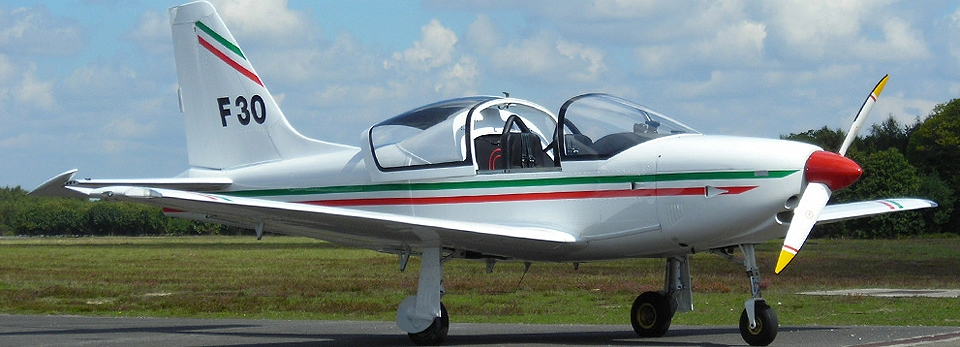
Golden Avio F30, julho de 2012

O Golden Avio F30 [en] é um avião utilitário leve fabricado pela empresa italiana Golden Avio. Projetado em 2008, foi o último modelo criado por Stelio Frati. A aeronave foi exibida pela primeira vez na US Sport Aviation EXPO em 2013, sediada no Aeroporto Regional de Sebring, nos Estados Unidos. É um modelo de asa baixa cantilever, de dois lugares lado a lado, equipado com um motor Rotax 912 [en] de quatro cilindros, com potência de 100 hp (74,6 kW) e velocidade máxima de 240 km/h (130 kn).

## Obras publicadas
- L'Aliante (O Planador) - S. Frati - Hoepli Editore, 1946 - Milão - 352 p (italiano); (inglês)